# Puente Porras
Puente Porras är en ort i Mexiko.   Den ligger i kommunen Zongolica och delstaten Veracruz, i den sydöstra delen av landet, 240 km öster om huvudstaden Mexico City. Puente Porras ligger 524 meter över havet och antalet invånare är 151.
Terrängen runt Puente Porras är kuperad åt nordväst, men åt sydost är den bergig. Puente Porras ligger nere i en dal. Runt Puente Porras är det ganska tätbefolkat, med 222 invånare per kvadratkilometer. Närmaste större samhälle är Cuichapa, 16,2 km nordost om Puente Porras. I omgivningarna runt Puente Porras växer i huvudsak städsegrön lövskog.